# Barrio La Lucha
Barrio La Lucha ist eine Ortschaft in Uruguay.

## Geographie
Sie befindet sich im Westen des Departamento Canelones in dessen Sektor 5 südlich der Departamento-Hauptstadt Canelones. Barrio La Lucha liegt dabei unweit der östlich gelegenen Stadt La Paz und dem dieser angelagerten Villa Paz S.A. (Aires Puros). Südlich befinden sich zudem Barrio Cópola und Costa y Guillamón. Einige hundert Meter westlich und südlich fließt der Arroyo de las Piedras, der dort die Grenze zum Nachbardepartamento Montevideo bildet.

## Einwohner
Die Einwohnerzahl von Barrio La Lucha beträgt 492, davon 221 Männer und 271 Frauen. (Stand 2011)
| Jahr | Einwohner |
| ---- | --------- |
| 1963 | 91        |
| 1975 | 268       |
| 1985 | 321       |
| 1996 | 400       |
| 2004 | 537       |
| 2011 | 492       |

Quelle: Instituto Nacional de Estadística de Uruguay

## Municipio
Barrio La Lucha ist ein Ort in der 33 km² großen Gemeinde Municipio La Paz.